# Lophocolea leptantha
Lophocolea leptantha là một loài Rêu trong họ Lophocoleaceae. Loài này được (Hook. f. & Taylor) Gottsche, Lindenb. & Nees mô tả khoa học đầu tiên năm 1847.